# مارلين كاي
مارلين كاي (بالإنجليزية: Marilyn Kaye)‏ هي كاتبة للأطفال وكاتِبة أمريكية، ولدت في 19 يونيو 1949 في نيو بريتن في الولايات المتحدة.